# Bolla Tibor (közgazdász)
Bolla Tibor Mihály (Hatvan, 1969. október 12. –) magyar közgazdász, 2012. február 14-étől a BKV Zrt. vezérigazgatója, 2015. január 1-jétől 2019. november 5-ig elnök-vezérigazgatója volt. 2019. november 6-tól, 2025. május 12-én történt felmentéséig vezérigazgatóként irányította a céget.

## Életpályája
A Gödöllői Agrártudományi Egyetemen szerzett vállalatgazdasági agrármérnöki diplomát, majd a Pénzügyi és Számviteli Főiskolán okleveles pénzügyi szakközgazda diplomát. Ezen kívül rendelkezik még mérlegképes könyvelői és felsőfokú külkereskedelmi képesítéssel is.
1993 és 2003 között az ÁPV Rt.-nél (illetve jogelődjeinél) menedzseri és igazgatói beosztásban dolgozott, ezt követően mintegy hat éven át a Cívis Credit Pénzügyi Szolgáltató Zrt. vezérigazgató-helyettese volt. 2008-tól a BKV Zrt-nél gazdasági vezérigazgató-helyettesként a gazdasági, pénzügyi és értékesítési folyamat irányításával foglalkozott. Várszegi Gyula korábbi vezérigazgató lemondását követően a vállalatirányítás és válságmenedzselés feladataival Tarlós István főpolgármester Bolla Tibort bízta meg 2012. február 14-étől. 2015. január 1-jétől 2019. november 5-ig a BKV Zrt. elnök-vezérigazgatója volt. 2019. november 6-tól vezérigazgatóként irányította a céget. 2025. május 12-én Karácsony Gergely főpolgármester felmentette tisztségéből, miután egy sajtóhír alapján magyarázatot kért tőle egy olyan találkozóra, amely során bűnszervezetben elkövetett költségvetési csalással vádolt személyek társaságában mutatkozott. A vezérigazgatói válasz nem tudta minden kétséget eloszlatni, ezért – a főpolgármester közlése szerint – saját kérésére került sor felmentésére.